# Podagrion variabilis
Podagrion variabilis är en stekelart som beskrevs av Jean Risbec 1953. Podagrion variabilis ingår i släktet Podagrion och familjen gallglanssteklar.
Artens utbredningsområde är Elfenbenskusten. Inga underarter finns listade i Catalogue of Life.